# Pacem in Terris
Pacem in Terris (hrvatski: Mir na Zemlji) je posljednja enciklika pape Ivana XXIII., koju je proglasio 11. travnja 1963. godine, kada je već bio ozbiljno obilježen simptomima bolesti. Imao je rak želudca i preminuo je u manje od dva mjeseca.
To je jedna od najpoznatijih enciklika pape Ivana XXIII. Smatra se čak najpoznatijom enciklikom 20. stoljeća, te jednom od najraširenijih u cijelomu svijetu.
Papa se obratio »svim ljudima dobre volje«, vjernicima i nevjernicima, jer Crkva mora gledati na svijet bez granica i „blokova”, te ne privilegirajući ni Istok ni Zapad. „Neka se trudimo, svi narodi, sve političke zajednice oko dijaloga i pregovaranja.” Papa poziva na traženje onoga što ujedinjuje, izostavljajući ono što razdvaja.
U svijetu u kojem je prevladavao hladni rat i podijeljenost između kapitalizma i socijalizma, Papa je podigao glas kako bi dao poziv na temeljnu vrijednost mira. U danima Vazmenoga trodnevlja, u travnja 1963. godine, kada su ruski atomski projektili s Kube, bili spremni za napad na Sjedinjene Američke Države, a isto tako i američke atomske bombe u Zapadnoj Europi već su imale na nišanu ciljeve u Sovjetskom Savezu, diplomati Vatikana su žurno vodećim političarima onoga vremena nosili encikliku Pacem in Terris.
Papa Ivan XXIII. bio je itekako svjestan da se mir u svijetu ne može nametnuti, već se treba mukotrpno graditi u ravnopravnoj suradnji svih ljudi, vjernika i nevjernika, jer i oni koji ne vjeruju čine dobro i tako stvaraju uvjete za pravedan mir u svijetu.
"Pacem in Terris bila je više od enciklike - to je bio događaj" prisjeća se Glendon. Pacem in Terris bila je prva papinska enciklika, koja je cijelosti objavljena u New York Timesu. U Washington Postu pisalo je: „Pacem in Terris nije samo glas staroga svećenika, niti samo onaj drevne Crkve; to je glas savjesti svijeta.” Dvije godine kasnije, ova enciklika bila je predmet konferencije Ujedinjenih naroda, na kojoj je sudjelovalo više od 2000 državnika i znanstvenika.